# Pratt & Whitney Wasp series
Le Pratt & Whitney Wasp était le nom civil d'une famille de moteur à explosion en étoile à refroidissement par air, développé dans les années 1940 et les années 1950.
La compagnie d'aviation Pratt & Whitney (P&W) est fondée en 1925 par Frederick Rentschler, qui a été précédemment président de la Wright Aeronautical. Il apporte avec lui quelques-uns des meilleurs designers de Wright. La nouvelle équipe crée rapidement leur première conception, le R-1340 Wasp.

## Série Wasp
- Pratt & Whitney R-1340 Wasp
- Pratt & Whitney R-985 Wasp Junior
- Pratt & Whitney R-1830 Twin Wasp

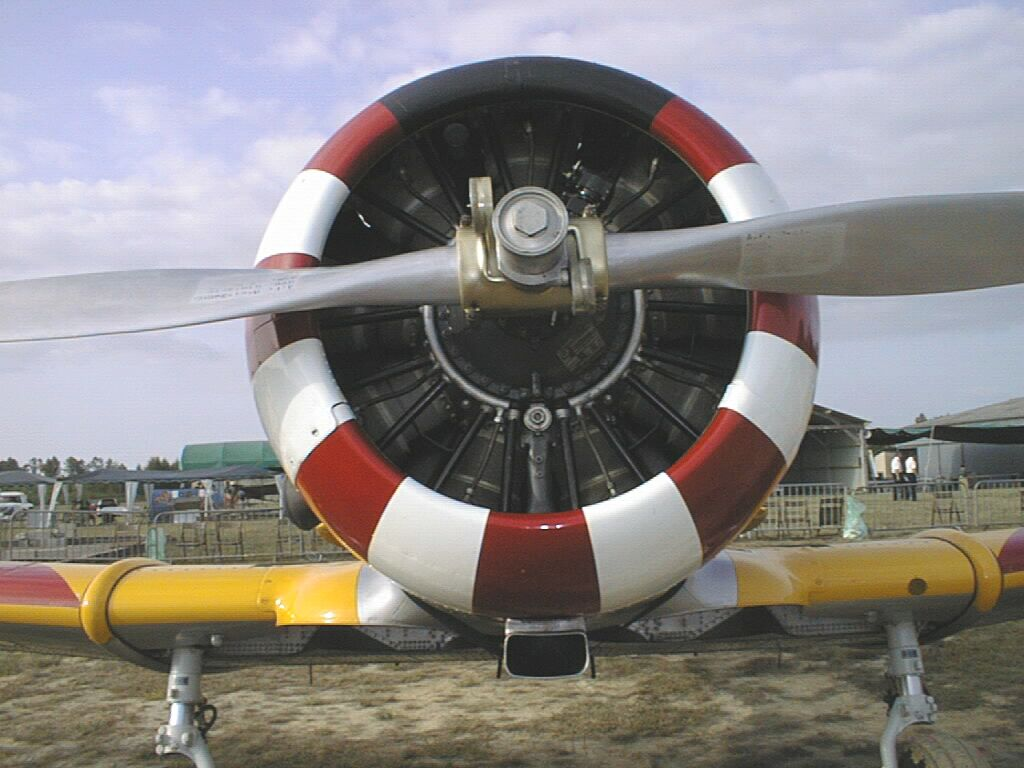
R-1340 Wasp installé dans un North American T-6G Texan.

- Pratt & Whitney R-1535 Twin Wasp Junior
- Pratt & Whitney R-2000 Twin Wasp
- Pratt & Whitney R-2180E Twin Wasp E
- Pratt & Whitney R-2800 Double Wasp
- Pratt & Whitney R-4360 Wasp Major